# Hamzah Eastman
Pour les articles homonymes, voir Eastman.
Hamzah Eastman, né le 15 juin 1995, à Georgetown, est un coureur cycliste guyanien.

## Biographie
Avant de passer au cyclisme, Hamzah Eastman pratique le karaté.
En 2015, il devient double champion de Guyana, dans la course en ligne et le contre-la-montre. Il brille également dans des courses nationales. 

## Palmarès et résultats

### Palmarès par année
- 2013
  -  Médaillé d'or de la course en ligne juniors aux Jeux Inter-Guyanes
  -  Médaillé d'or du contre-la-montre par équipes juniors aux Jeux Inter-Guyanes[4]
  - 3e du championnat de Guyane sur route juniors
- 2014
  - Diamond Mineral Water Race[5]
- 2015
  -  Champion de Guyana sur route
  -  Champion de Guyana du contre-la-montre
  - Cheddi Jagan Memorial :
    - Classement général[6]
    - 1re étape[7]
- 2016
  - Hand-in-Hand Race[8]
  - 2e du Tour de Somerville
- 2017
  - 2e de la Harlem Skyscraper Classic[9]
  - 3e du championnat de Guyane sur route
- 2018
  - R&R Int. Ltd. Cycle Road Race[10]
  - Diamond Mineral Water Race[11]

### Classements mondiaux
| Année            | 2017 |
| ---------------- | ---- |
| UCI America Tour | 219e |